# Jöhnk Werft

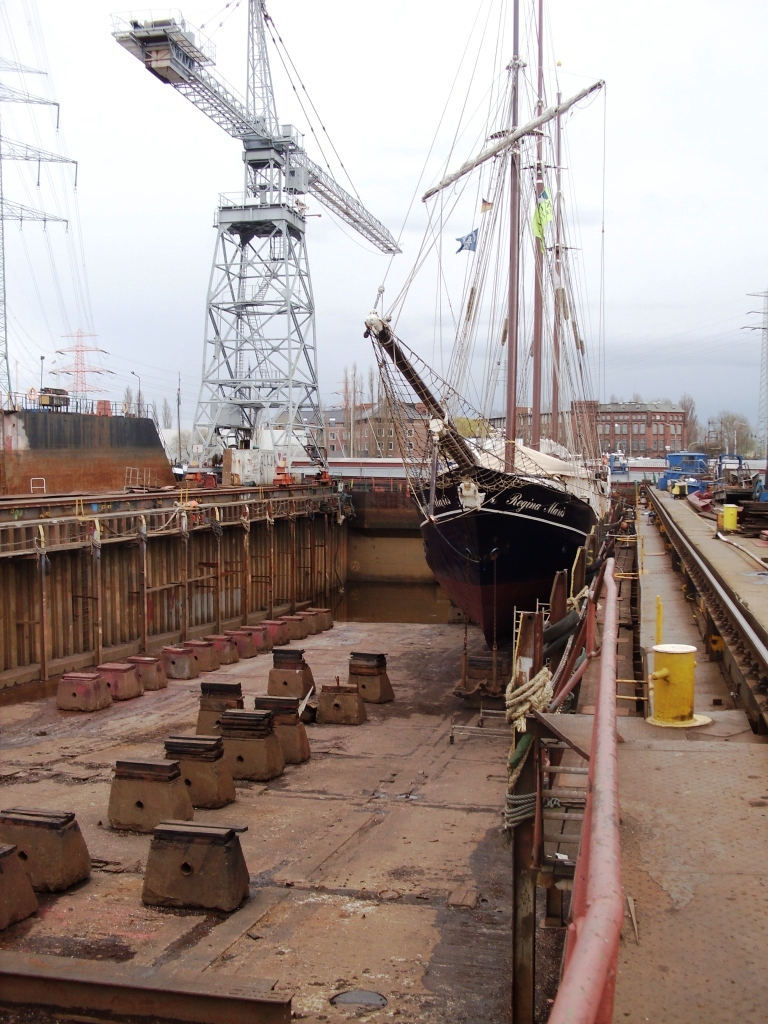
Blick in das Trockendock der heutigen Jöhnk-Werft

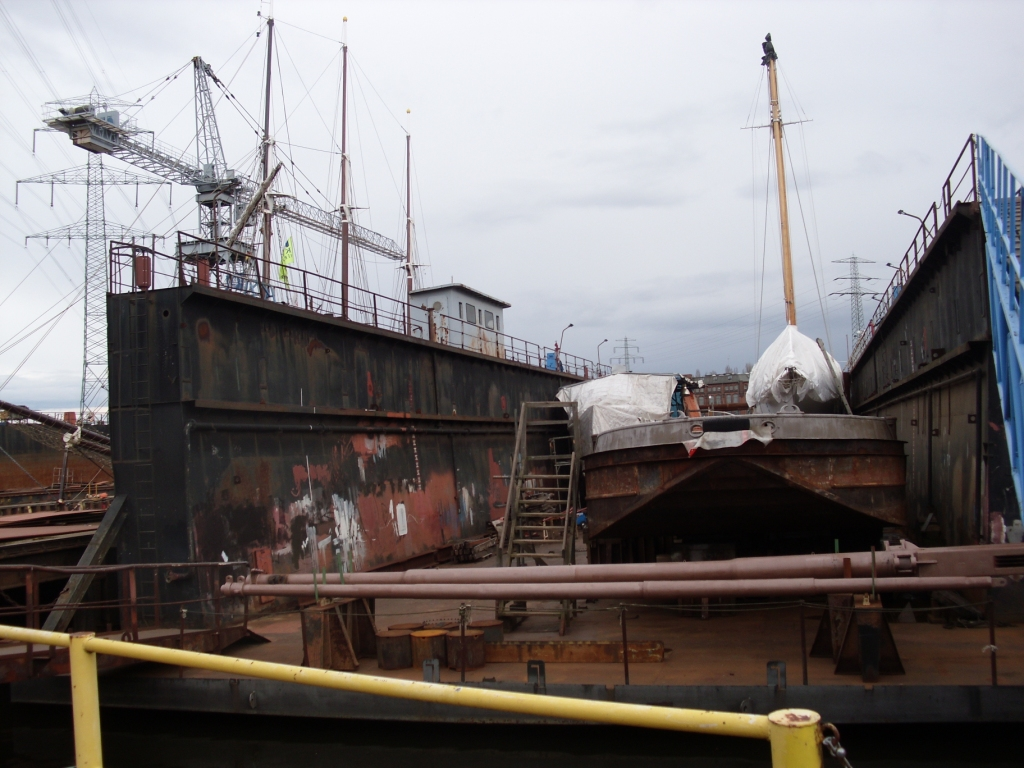
Blick in das Schwimmdock der heutigen Jöhnk-Werft

Die Jöhnk-Werft ist eine Werft in Hamburg. Sie ist vor allem für die Reparatur und den Bau von Küstenmotorschiffen und anderen kleinen Fahrzeugen bekannt und befindet sich seit ihrer Gründung 1933 im Binnenhafen von Harburg auf der Harburger Schlossinsel.

## Gründung
Die Schiffswerft Scheel & Jöhnk geht auf die Schloßwerft (am Harburger Schloss) zurück, die  während der Weltwirtschaftskrise 1930 aufgrund fehlender Aufträge schließen musste. Die beiden dort beschäftigten Schiffbauer Scheel und Jöhnk begannen daraufhin, mit den Söhnen Georg Jöhnk jun. und Walter Jöhnk auf einem Teil des noch heute genutzten Geländes eine Holzhalle zu bauen, um selber eine Werft zu betreiben. Am 29. März 1933 wurde das Unternehmen offiziell gegründet. Der erste Neubau des jungen Unternehmens war ein Motorrettungsboot.

## Schiffbau und Schiffsreparatur
Scheel & Jöhnk baute zunächst Kleinfahrzeuge. Es wurden zwei Slipanlagen errichtet, woraufhin sich das Unternehmen in den folgenden Jahren oft mit Umbauaufträgen beschäftigte und die Belegschaft auf 25 Mann wuchs. Später baute man eine Reihe von zerlegbaren Passagierschiffen für deutsche Binnengewässer, des Weiteren Bunkerboote, Hafenbarkassen, Kohlenschuten und Leichter, Beiboote und Fähren, darunter auch Exportaufträge wie Brandungsboote für Afrika. Die Zeit des Zweiten Weltkriegs war hauptsächlich auf die Reparatur und Umbauten von Fahrzeugen der Deutschen Kriegsmarine ausgerichtet. Auch Serien von Pionier-Sturmbooten, M-Booten, Landungsboote und Entgiftungsfahrzeuge wurden hergestellt.
Nach der Beseitigung von Kriegsschäden konzentrierte sich die Werft auf Neubauten von Barkassen, Schleppern, Bunkerbooten, Fähren (darunter HADAG-Fährschiffe), Behördenfahrzeugen, Schuten und einer Reihe von Küstenmotorschiffen. Die Werft wurde vergrößert. 1953 erfolgte der Eigenbau eines 52 m langen Schwimmdocks mit 750 t Tragfähigkeit.

## Reparaturen und Umbauten
Neue Betriebsgebäude kamen hinzu und die Belegschaft stieg bis 1957 auf 150 Mann. Im Jahr 1977 hatte sich die Anzahl wieder auf 116 Beschäftigte reduziert. Heute liegt der Focus des inzwischen nur noch unter dem Namen Jöhnk-Werft firmierenden Unternehmens in der Hauptsache auf Reparaturen, Instandhaltungsarbeiten und gelegentlichen Umbauten.

## Übernahme durch den Reeder Rudolf Sommerfeld
Nach einigen Unternehmensübergängen und Insolvenz des vorigen Pächters erfolgte vom Werfteigentümer Walter Jöhnk eine Sanierung der Werft. Im Jahr 2006 übernahm der Buxtehuder Unternehmer Rudolf Sommerfeld, Geschäftsführer des Binnenschiffahrtskontors Sommerfeld (BKS), einem Familienunternehmen der ersten Generation, die Werft und nutzt sie auch für die Reparaturen und Klassearbeiten seiner Binnenschiffe, die schwerpunktmäßig im Bereich Trockenfrachten im Bereich der Elbe bis Magdeburg, dem Mittellandkanal bis an die Ruhr und der Weser bis Brake sowie in der Containerfahrt auf der Unterelbe fahren.